# Tetraneutrone
Il tetraneutrone è un ipotetico stato legato stabile formato da quattro neutroni. I modelli nucleari attuali escludono la stabilità di questi pacchetti per i valori di energia di interazione conosciuti a meno dell'esistenza di un termine extra nell'hamiltoniana. A partire dagli anni duemila, ci sono state alcune evidenze empiriche dell'esistenza di una particella di questo tipo, ma senza conferme indipendenti.
Nel 2001, il gruppo guidato da Francisco-Miguel Marqués del CNRS Laboratory for Nuclear Physics, ipotizzò l'esistenza del tetraneutrone basandosi sulla disintegrazione di nuclei di berillio-14, che colpendo un bersaglio costituito da atomi di carbonio, avrebbero prodotto un nucleo di berillio-10 e 4 neutroni.
Altri indizi furono raccolti nel 2002 durante alcuni esperimenti nell'ambito dell'acceleratore di particelle GANIL. Tali indizi non erano comunque sufficienti a stabilire con certezza l'esistenza del tetraneutrone.
Secondo alcuni scienziati, l'ipotetico "tetraneutrone" non sarebbe riconducibile ad uno stato legato, bensì all'insieme di 4 neutroni vicini ma non legati tra loro, che avrebbero colpito nello stesso momento il rilevatore delle particelle apparendo erroneamente come un singolo stato legato.
Nel 2016, ricercatori del RIKEN di Wakō, in Giappone, hanno ottenuto l'evidenza di una risonanza che potrebbe indicare che il tetraneutrone può esistere brevemente come uno stato instabile prima di decadere in altre particelle. Un fascio di nuclei di elio ad alto numero di neutroni (elio-8, un isotopo con due protoni e sei neutroni) diretto su un liquido bersaglio composto di elio-4 (due protoni e due neutroni) produceva occasionalmente dei nuclei di berillio-8 con quattro protoni e quattro neutroni, lasciando quattro neutroni al di fuori della reazione. Se si fosse davvero formato un tetraneutrone, sarebbe comunque sopravvissuto solo 10−21 secondi prima del decadimento.
Nel 2021, un team dell'Università Tecnica di Monaco, bombardando un bersaglio di litio-7 con litio-7, ha ottenuto delle evidenze preliminari dell'esistenza di uno stato legato di quattro neutroni - con una vita stimata di parecchi minuti - simile a quello dei neutroni liberi.
Un esperimento del 2022, sempre al RIKEN, ha indirizzato un fascio di elio-8 su un bersaglio ad alto contenuto di protoni, ottenendo l'emissione di particelle alfa nella direzione opposta e lasciando quattro neutroni nel frame di movimento. L'energia mancante dai protoni e dall'emissione alfa è stata utilizzata per ricavare la traccia energetica del tetraneutrone; il picco di energia è consistente con una risonanza di 2.37 MeV e una lunghezza di 1.75 MeV, corrispondente ad una vita media di 3,8×10−22 s.